# Корбах
Корбах (нім. Korbach) — місто в Німеччині, знаходиться в землі Гессен. Підпорядковується адміністративному округу Кассель. Входить до складу району Вальдек-Франкенберг.
Площа — 123,98 км2. Населення становить 23 438 ос. (станом на 31 грудня 2020).

## Відомі особистості
У місті народився:
- Джек Нашер (* 1979) — німецький письменник, радник з переговорів.